# فروست حول العالم
فروست حول العالم هو برنامج حواري تلفزيوني ومقابلة إخبارية، يقدمه السير ديفيد فروست . تم بث البرنامج على قناة الجزيرة الإنجليزية . أجرى فروست، مقدم البرامج التلفزيونية الإنجليزي الشهير، مقابلات مع سياسيين ودبلوماسيين وكتاب ومفكرين وأكاديميين وفنانين وقادة أعمال وعلماء وإنسانيين وصناع أخبار آخرين مشهورين. وكان محرر البرنامج هو الصحفي تشارلي كورتولد، والمنتجون هم ريتشارد بروك، وكيت نيومان، وأليكس نونيس، وبورشيا ووكر.
انطلق العرض في نوفمبر 2006 وكان رئيس الوزراء البريطاني آنذاك توني بلير أول ضيف يظهر فيه.
استبدلت العرض بمقابلة فروست على قناة الجزيرة الإنجليزية. على عكس فيلم Frost Over the World ، الذي تم تصويره في الاستوديو، تضمنت مقابلة Frost سفر ديفيد فروست حول العالم. استضاف فروست هذا العرض حتى وفاته في عام 2013.